# أوتو بارث
أوتو بارث (بالألمانية: Otto Barth)‏ هو رسام نمساوي، ولد في 3 أكتوبر 1876 في فيينا في النمسا، وتوفي بنفس المكان في 9 أغسطس 1916.